# Liste von Werken des Philodemos
Dies ist eine Liste von Werken des Philodemos von Gadara, des antiken epikureischen Philosophen und Dichters, der beispielsweise in seinem Werk Über die Frömmigkeit (peri eusebeias; lat. de pietate) auch wichtiges Quellenmaterial zu den Vorsokratikern liefert.

Herculanensisches Fragment des Philodemos (Papyrus Herculanensis 1021, Spalte 17 der Oxforder Abschrift)

Die Herculanensischen Papyri (Abk. PHerc.), die bisher in der Villa dei Papiri in Herculaneum gefunden wurden, beinhalten vor allem Schriften des Epikur und des Philodemos.
Die antike Sammlung Anthologia Palatina enthält 34 Gedichte von ihm, deren Inhalt hauptsächlich erotisch ist.

## Liste
Dies ist eine Liste der wichtigsten Schriften des Philodemos (in deutschen Übersetzungen), sie erhebt keinen Anspruch auf Aktualität oder Vollständigkeit:

### Philosophiehistorische Schriften
- Stoicorum historia (PHerc. 1018)
- Academicorum historia (PHerc. 164, 1021)
- Über die Stoiker (PHerc. 155, 339)
- Über Epikur (PHerc. 1232, 1289)
- Abhandlung über das Wirken Epikurs und einiger anderer oder Pragmateiai (PHerc. 1418, 310)
- An die Freunde der Schule (PHerc. 1005)

### Logische Schriften
- Über die Induktionsschlüsse (PHerc. 1065)

### Theologische Schriften
- Über die Frömmigkeit (PHerc. 1428)
- Über die Götter (PHerc. 26)
- Wie die Götter leben (PHerc. 152, 157)

### Ethische Schriften
- Über die Laster und die ihnen entgegengesetzten Tugenden, Buch 7 (Über Schmeichelei) (PHerc. 222, 223, 1082, 1089, 1457, 1675)
- Über die Laster und die ihnen entgegengesetzten Tugenden, Buch 9 (Über Hauswirtschaft) (PHerc. 1424)
- Über die Laster und die ihnen entgegengesetzten Tugenden, Buch 10 (Über Anmaßung) (PHerc. 1008)
- Ethik Comparetti (benannt nach dem ersten Herausgeber; PHerc. 1251)
- Über den Tod (PHerc. 1050)
- Über die Redefreiheit (PHerc. 1471)
- Über den Zorn (PHerc. 182)

### Schriften zur Rhetorik, Musik und Poesie
- Über Rhetorik (auf vielen Papyri)
- Über Musik (PHerc. 1497)
- Über Dichtung (auf vielen Papyri)
- Über das homerische Ideal des guten Königs (PHerc. 1507)